# Iglesia de San Niceto de Troyes
La iglesia [de] San Niceto de Troyes (en francés: église Saint-Nizier) es una iglesia católica francesa erigida en  Troyes (departamento de Aube), en Gran Este, dedicada a Niceto de Lyon (ca. 513-573). La iglesia se encuentra en la ciudad de Troyes, entre dos brazos del Sena.

## Historia

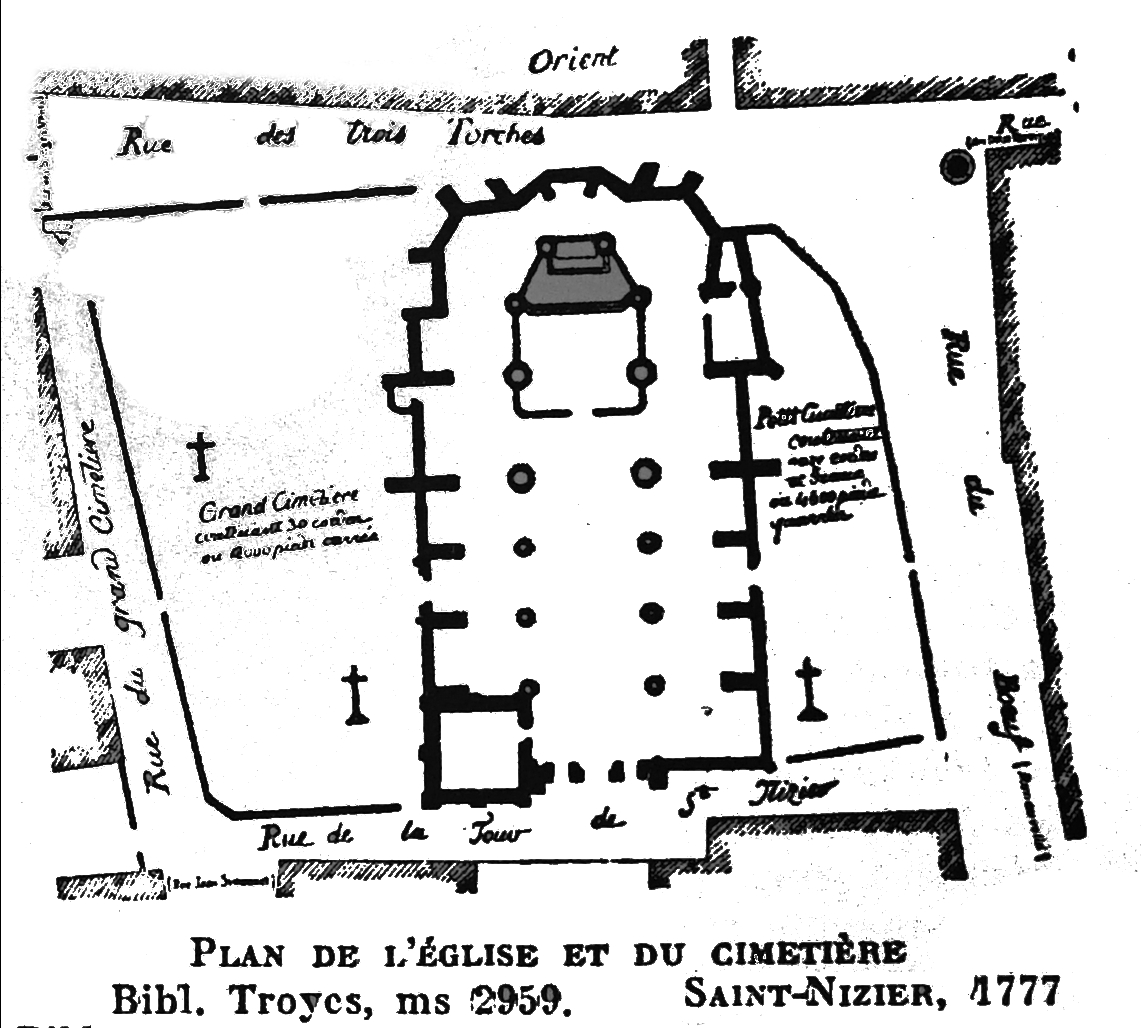
Planta con las calles limítrofes

Es uno de los edificios religiosos más antiguos de la ciudad y está situado en el emplazamiento de un oratorio del Bajo Imperio que fue dedicado a San Mauro. El edificio estaba entonces fuera de las murallas.
El obispo Gallomonge trajo de Lyon las reliquias de San Niceto que fueron depositadas en la iglesia parroquial. Desde 1080 esta parroquia estaba en la colación del capítulo de la catedral e incluía el Labourat, el Bourg-St-Jacques y no la parte de Chaillouet y el Tauxelles. Todavía tenía su cementerio que colindaba con las naves laterales norte y sur a finales del siglo XVIII.
El edificio está clasificado en el título de los monumentos históricos por la lista de 1840.

## Arquitectura
El edificio actual data del siglo XVI, el ábside tiene vidrieras de 1505, el portal norte es de 1531 y el portal oeste de 1580. Está construida sobre una planta rectangular con tres naves y cuatro tramos.

### La torre
La  torre fue construida por el arquitecto Gérard Fauchot entre 1602 y 1606 para el primer nivel, y luego en 1608 por Laurent Baudrot y, finalmente, las grandes huecos con batientes entre 1612 y 1619. Sustituyó a un beffroi de madera que amenazaba ruina.

### El portal norte

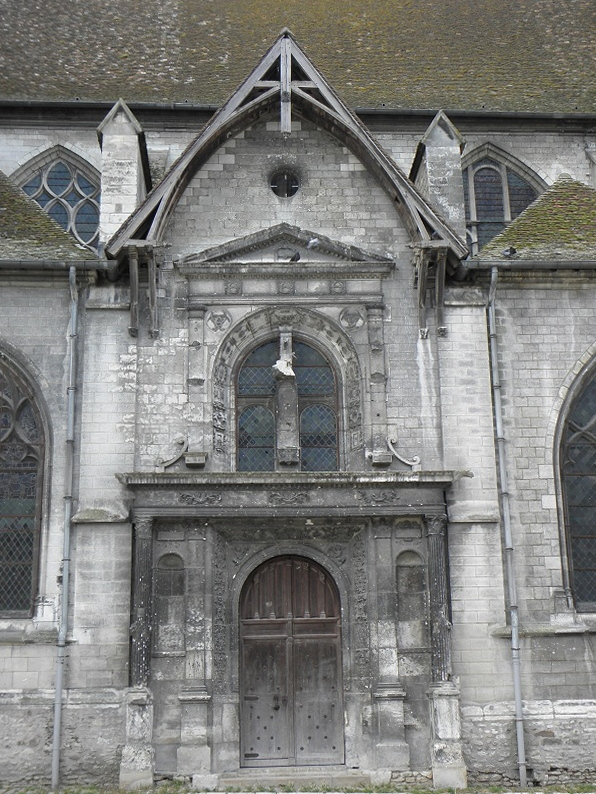
Portal con monogramas

Es de estilo Renacimiento, lleva los monogrames  de Diana de Poitiers y Enrique II.

### Los vitrales

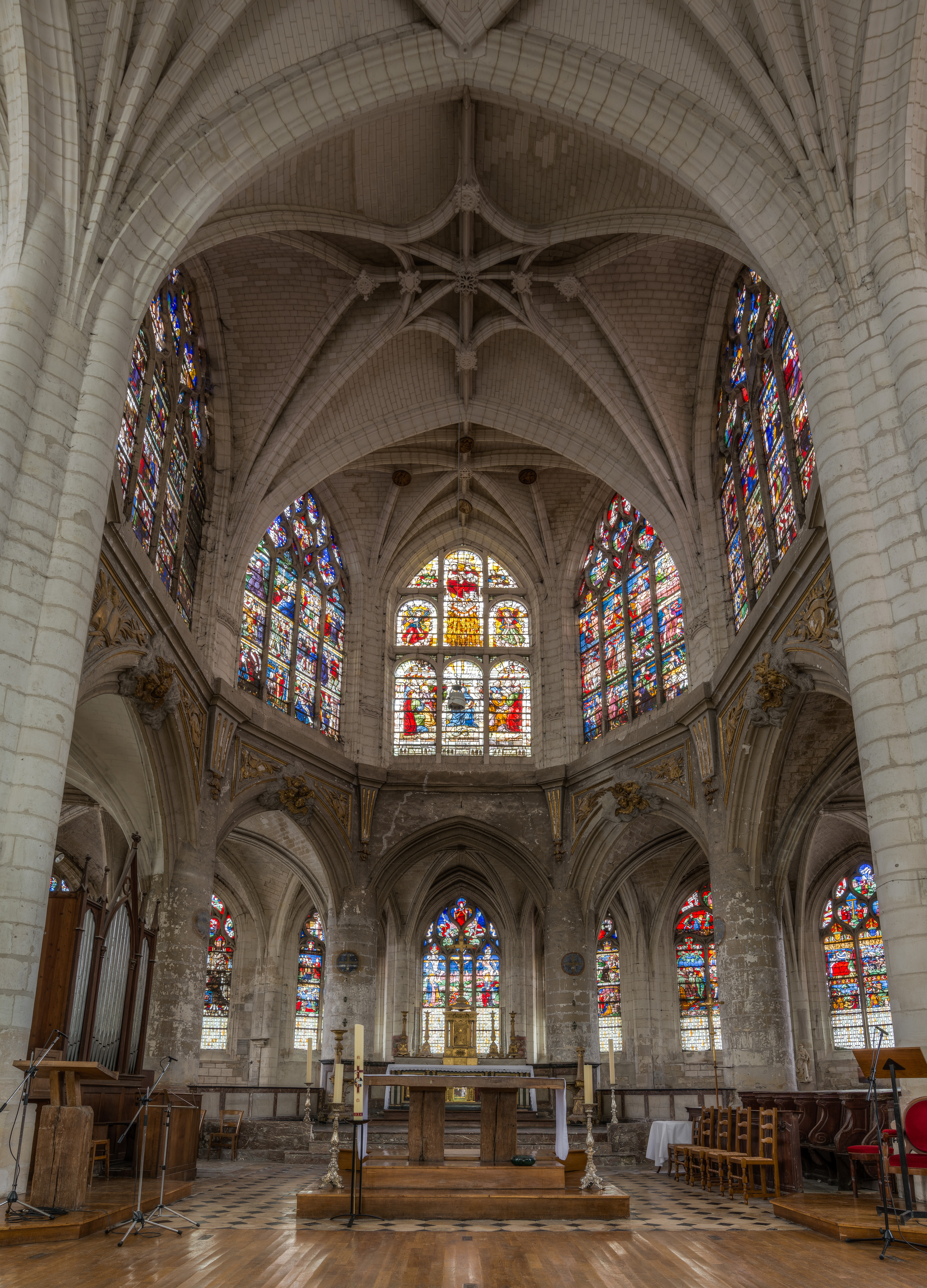
Vista interior del coro

El ábside y la nave dejan un amplio espacio iluminado a través de grandes ventanales. Algunos vitrales son encargos para esta iglesia, pero otros provienen de otras iglesias y fueron colocados en el siglo XVIII.

### El órgano del coro
El órgano está clasificado, tanto por la parte instrumental en 1981, como para el mueble.
Construido por Ducroquet en 1851 con material de la casa Daublaine. Consta de un teclado de 54 notas y de un pedalero de 25 marchas en tiro permanente. Transmisiones mecánicas. Pedales de llamada y retirada de la trompeta 8. Buen estado y con mantenimiento en julio de 2017. Necesitaría no obstante una revisión de los anches.
La composición es la siguiente: Flauta 8 (bajo y arriba), Salicional 8 (bajo y arriba), Bourdon 8, Preston 4 (bajo y arriba), Doublette 2 (bajo y arriba), trompeta 8 (bajo y arriba), oboe 8 (superior)

### La estatuaria
Un conjunto de estatuas del siglo XVI :
- Juan Evangelista[5] en madera,
- José  y el niño Jesús[6] en piedra caliza,
- Un Cristo de piedad[7] en piedra caliza  y policromía,
- Una Piedad[8] en piedra caliza y policromía,
- Descendimiento de Cristo[9] en piedra caliza,
- María[10] en madera de castaño,
- Marco y el león[11] en piedra caliza,
- Alto relieve en piedra caliza .[12]

Estatuaria
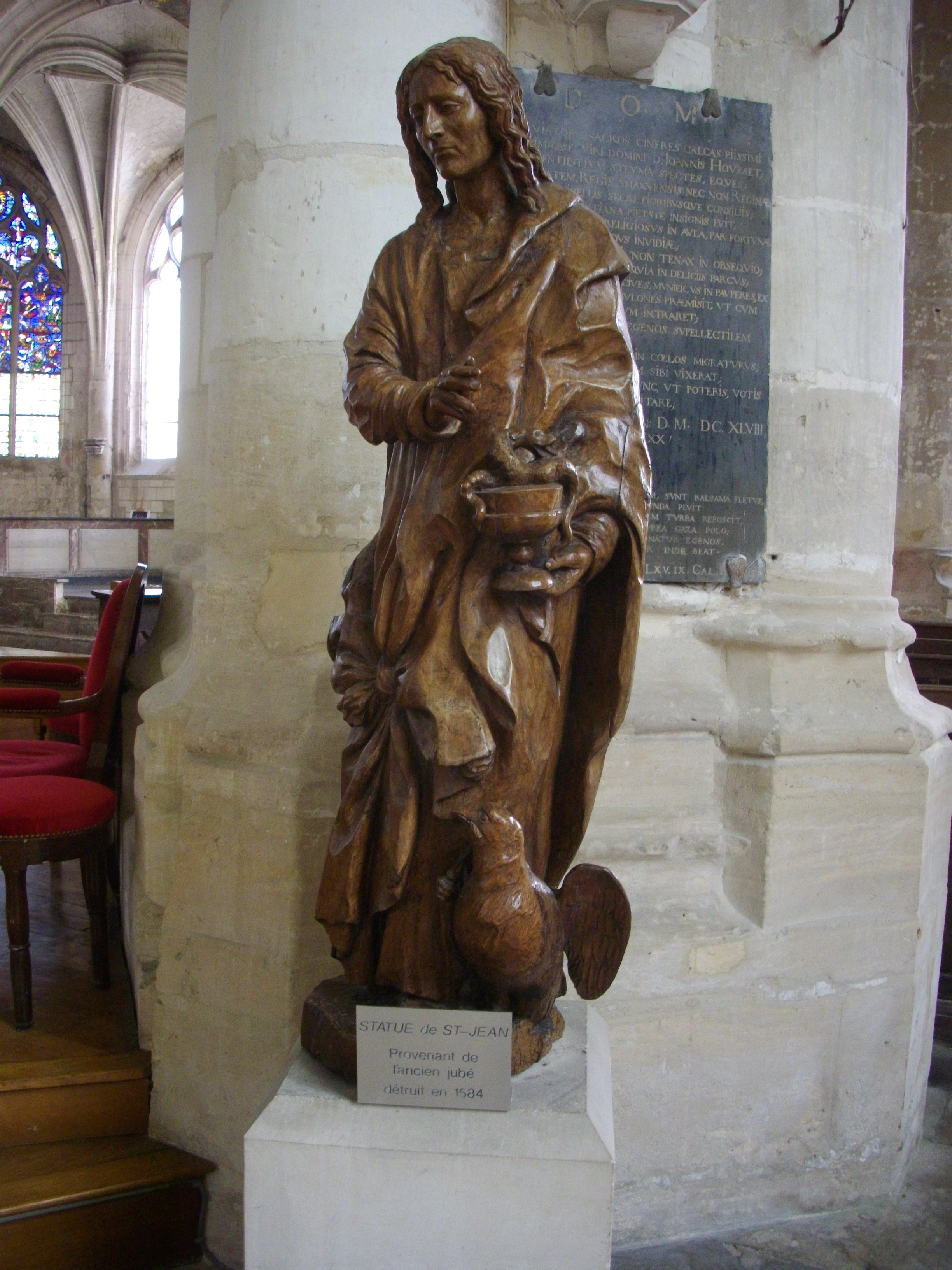
Juan
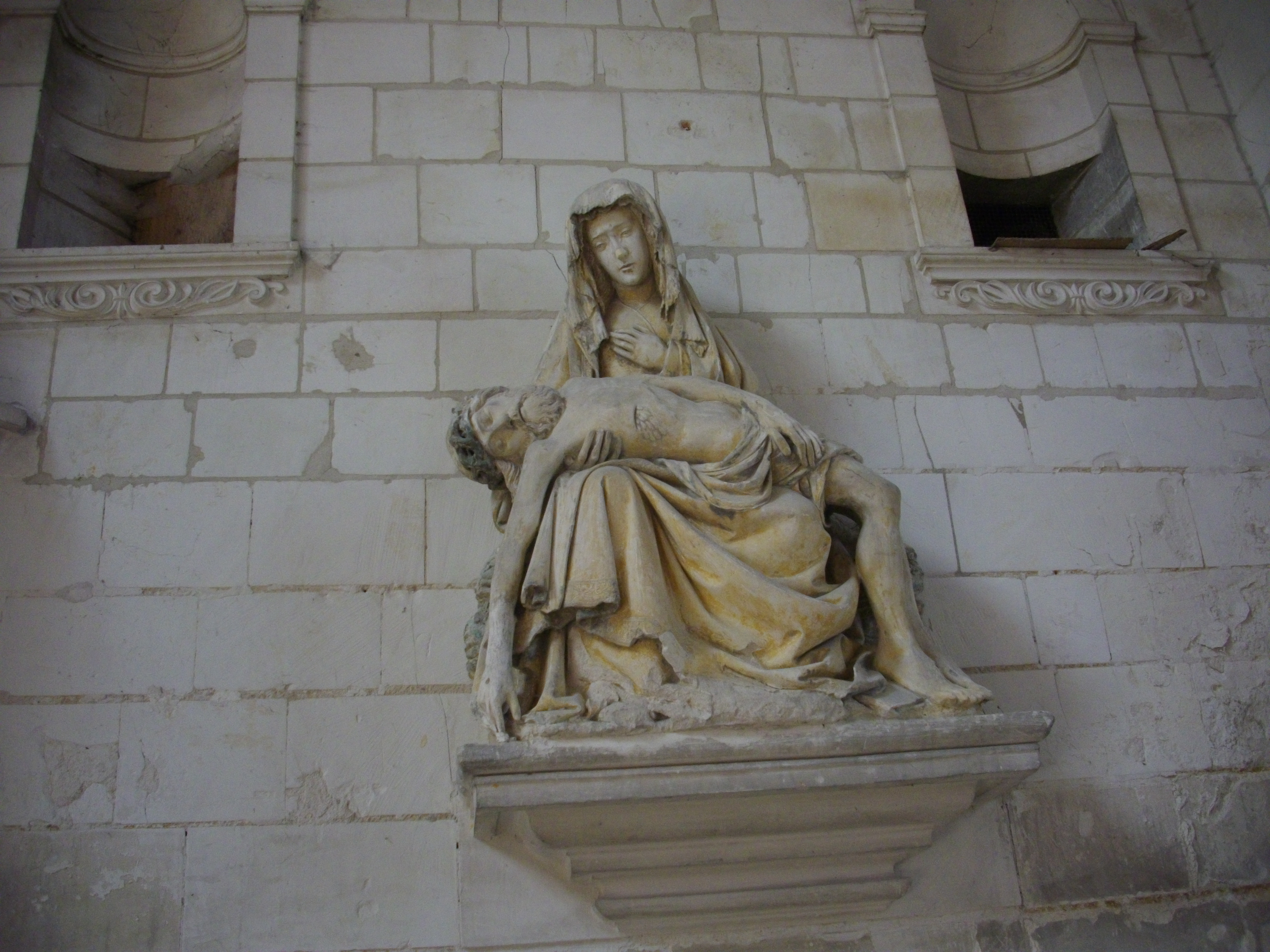
Piedad
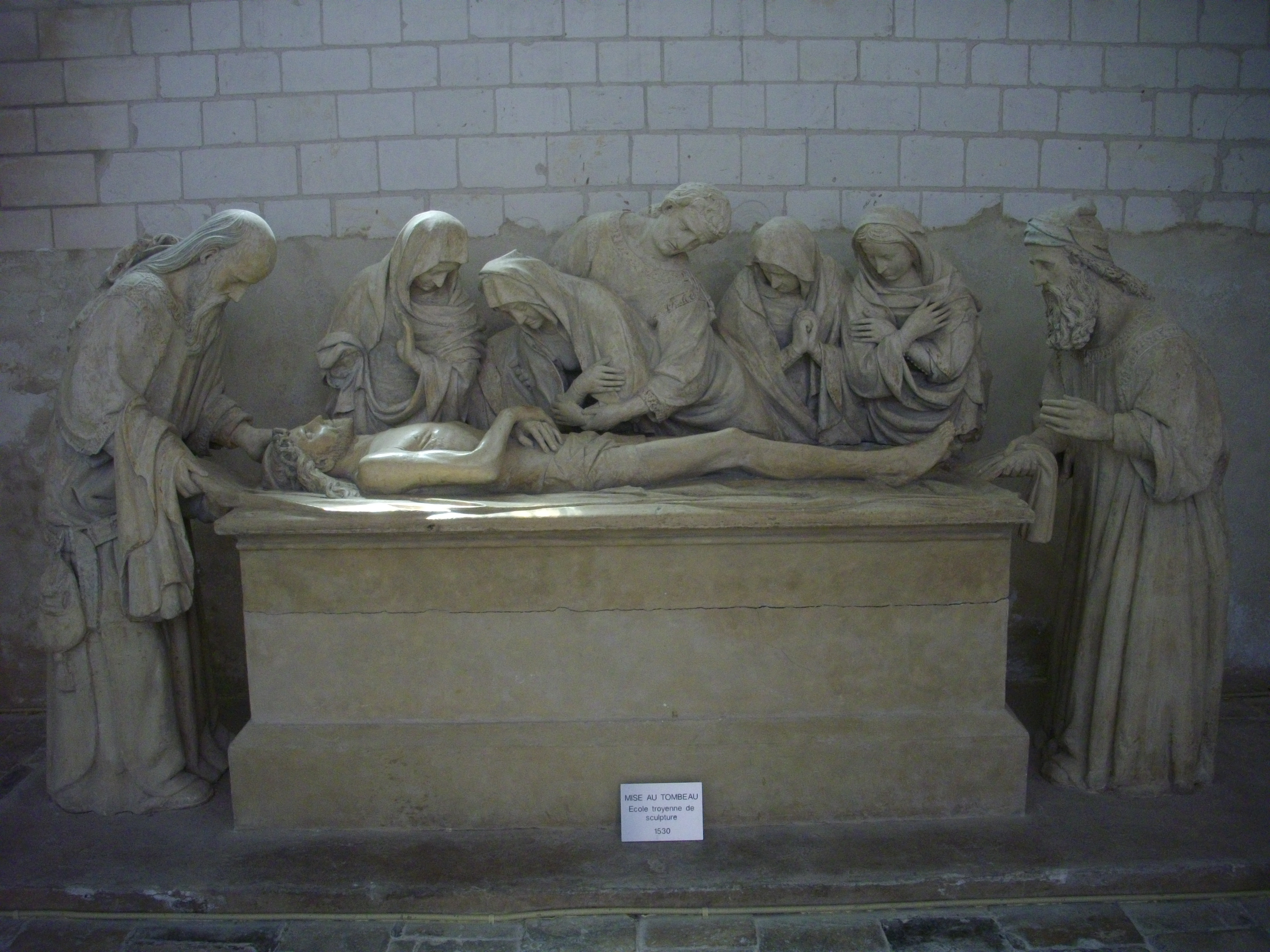
mise au tombeau
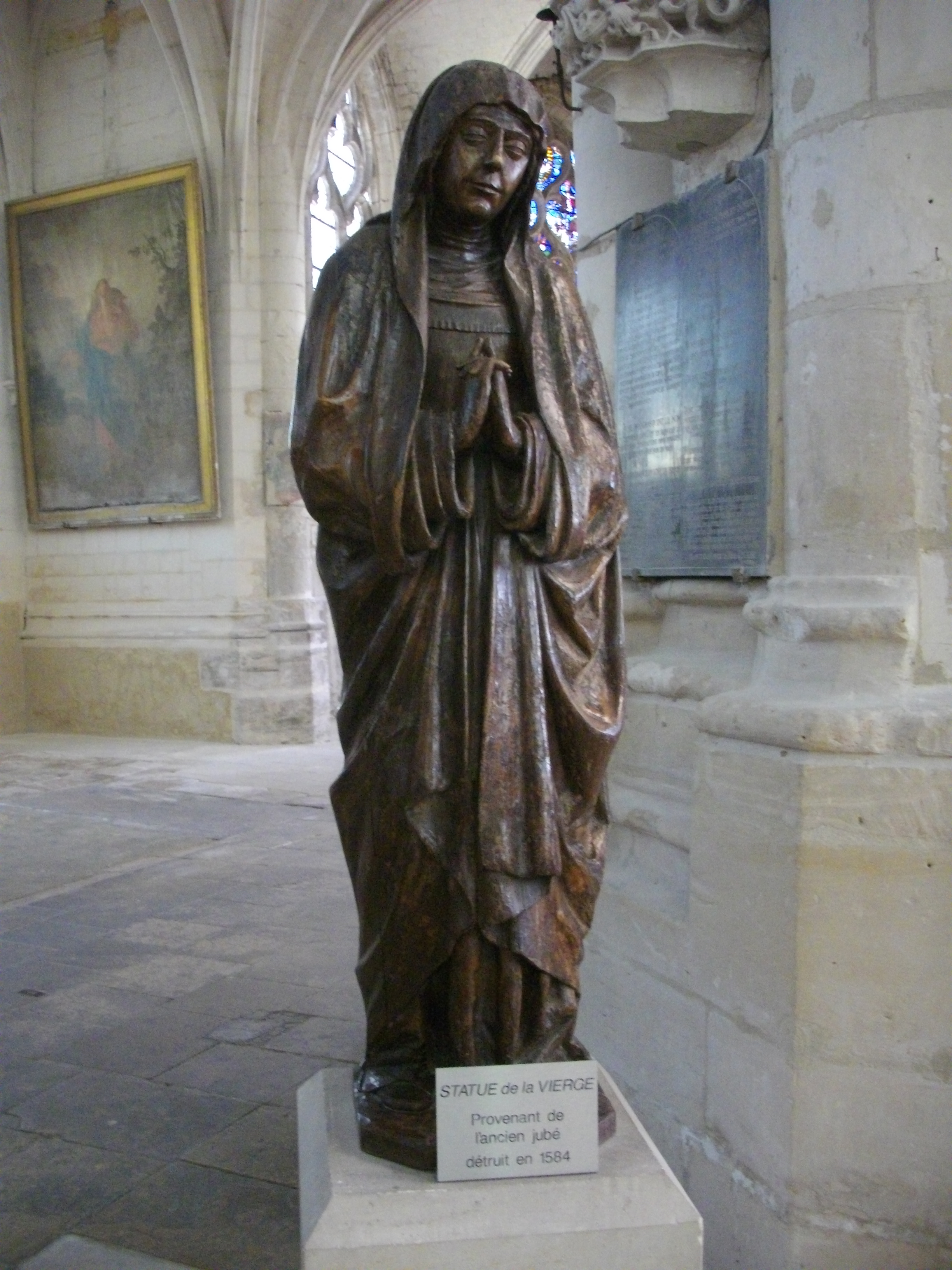
María
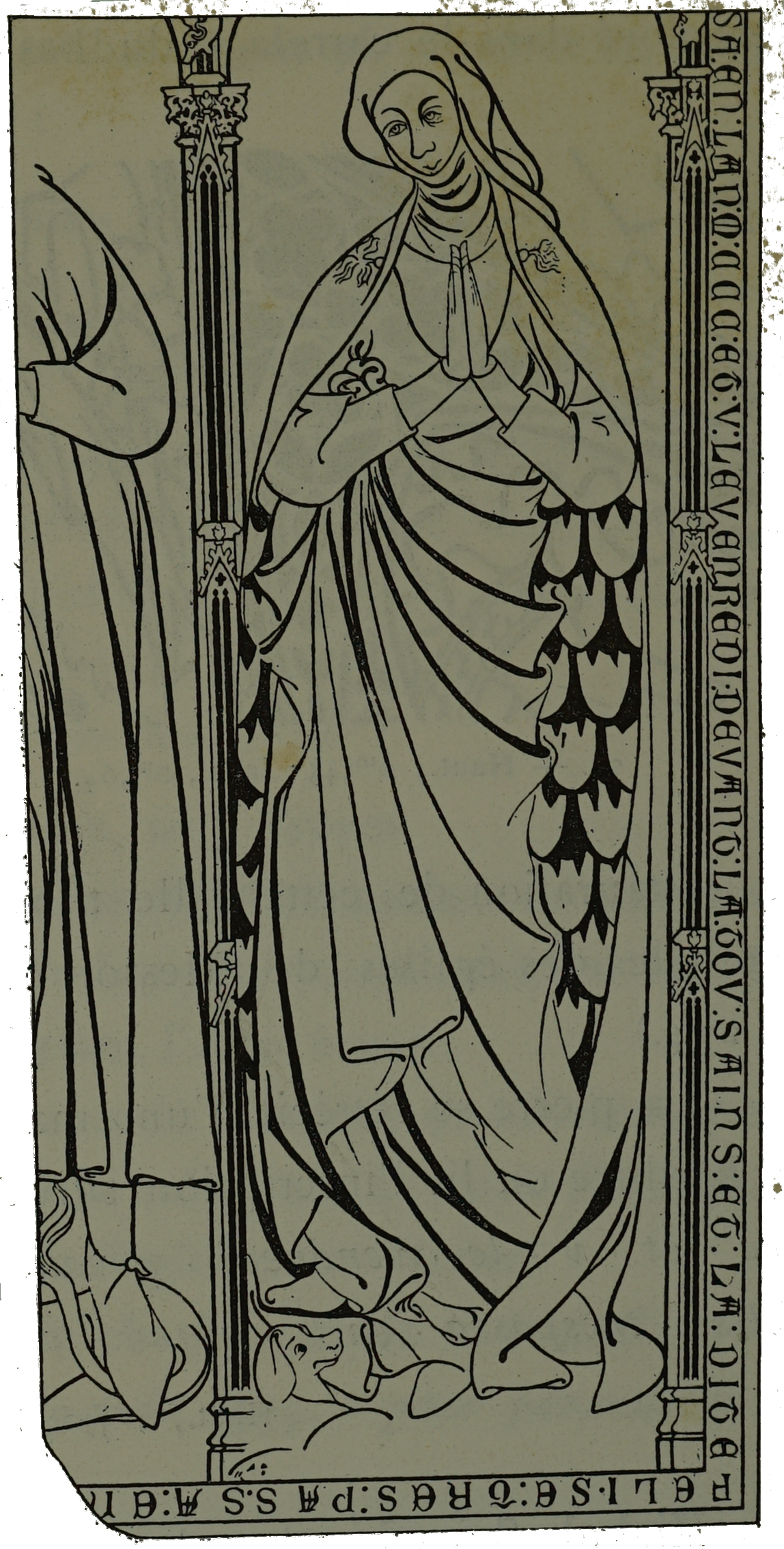
dalle de dama Félise

### Las pinturas
Tiene varios cuadros:
- Un cuadro del altar que representa la aparición de San Niceto[14] de finales del siglo XVIII;
- Una Resurrección de Cristo,[15] de Pierre Cossard;
- Buen Pastor;[16]
- Un santo entregando su alma[17] que es del siglo XVIII;
- San Pedro y San Pablo;[18]
- Los Peregrinos de Emaús[19] del siglo XIX;
- pinturas monumentales:
  - Cristo en cruz en un cementerio del frente[20] de 1927, obra de Henri Marret que es también un monumento a los muertos de la Gran Guerra;
  - chemin de croix[21] de 1927, obra de Henri Marret.

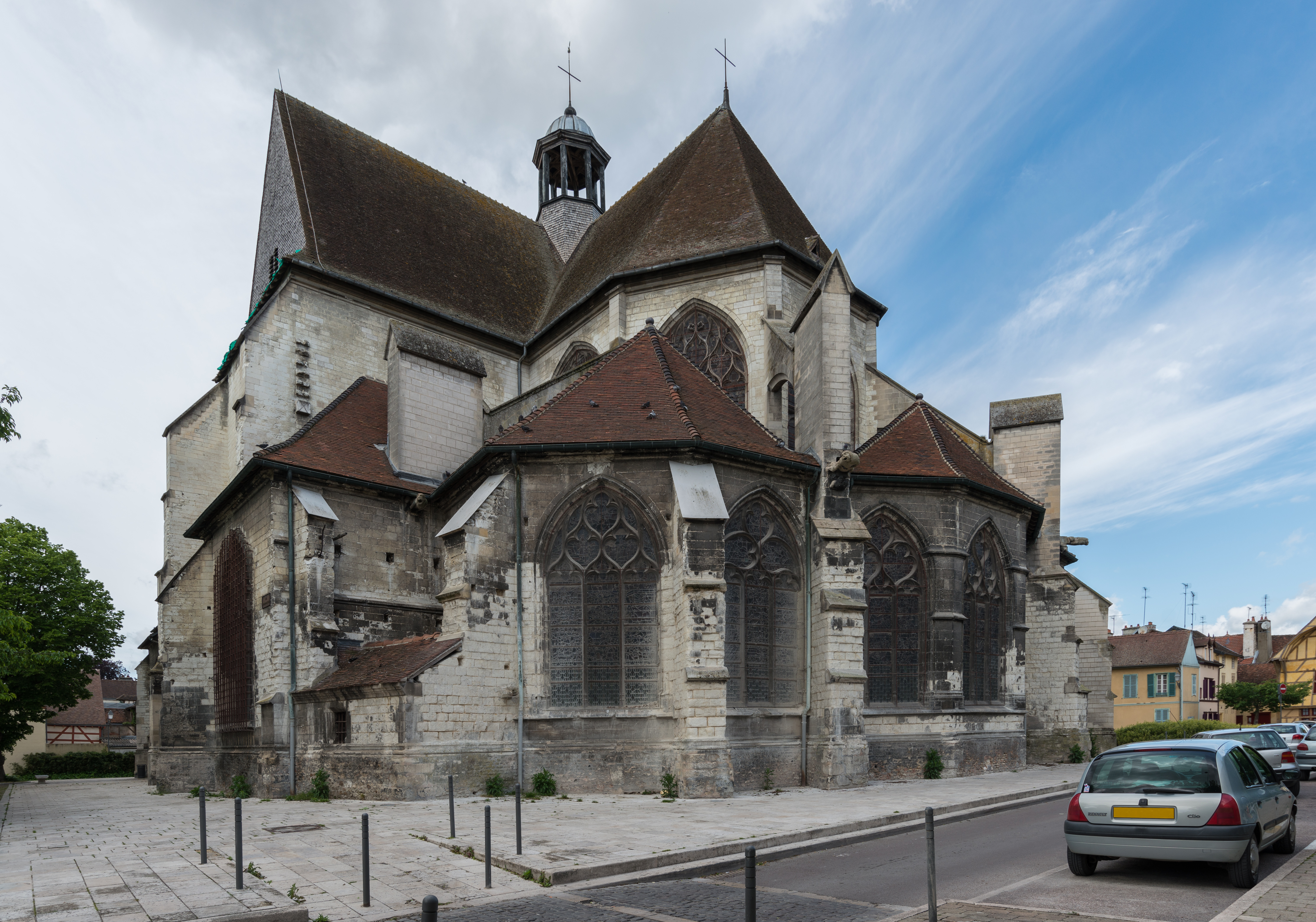
Ábside en el sudeste,
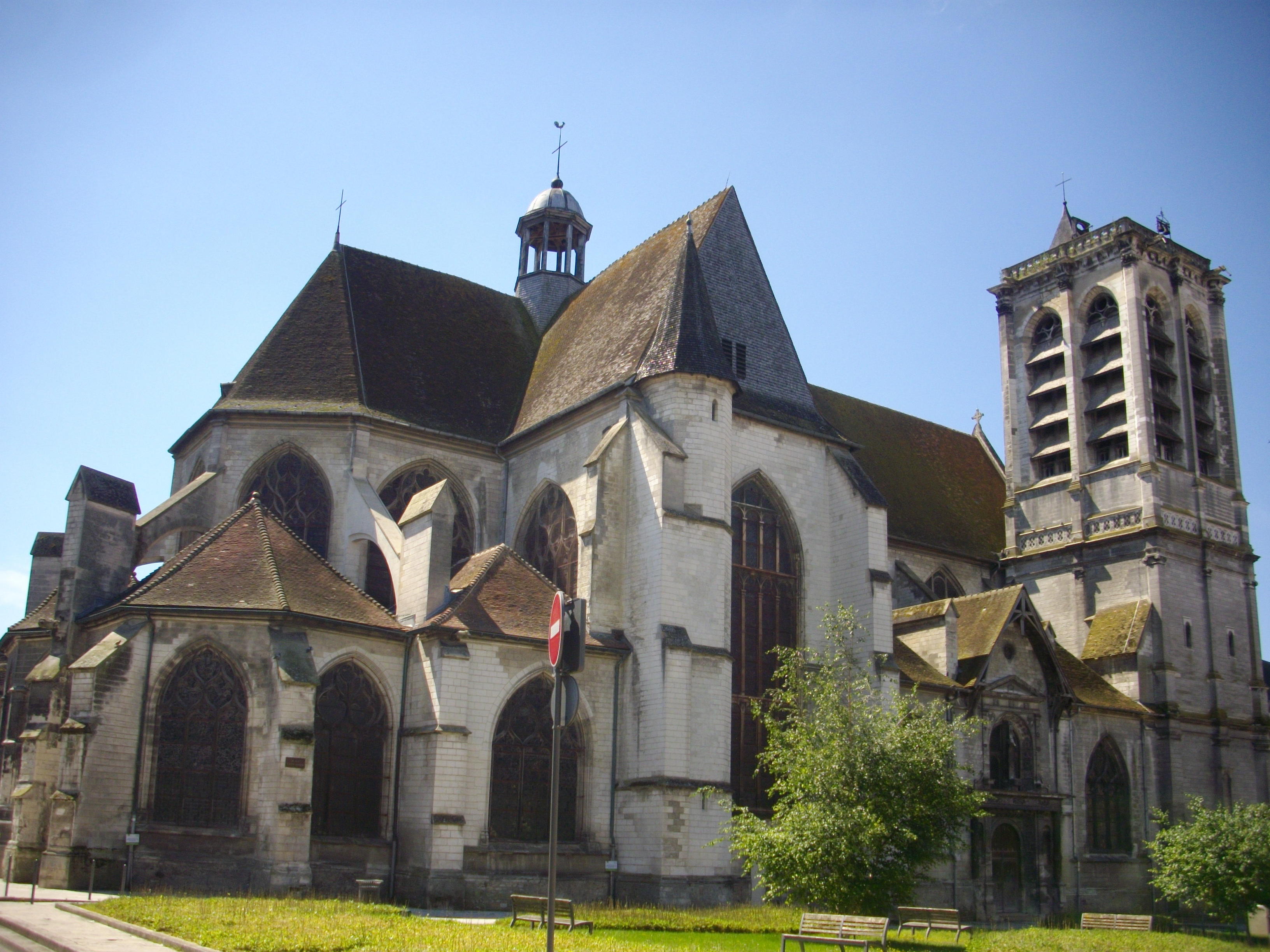
y al norte con la torre,
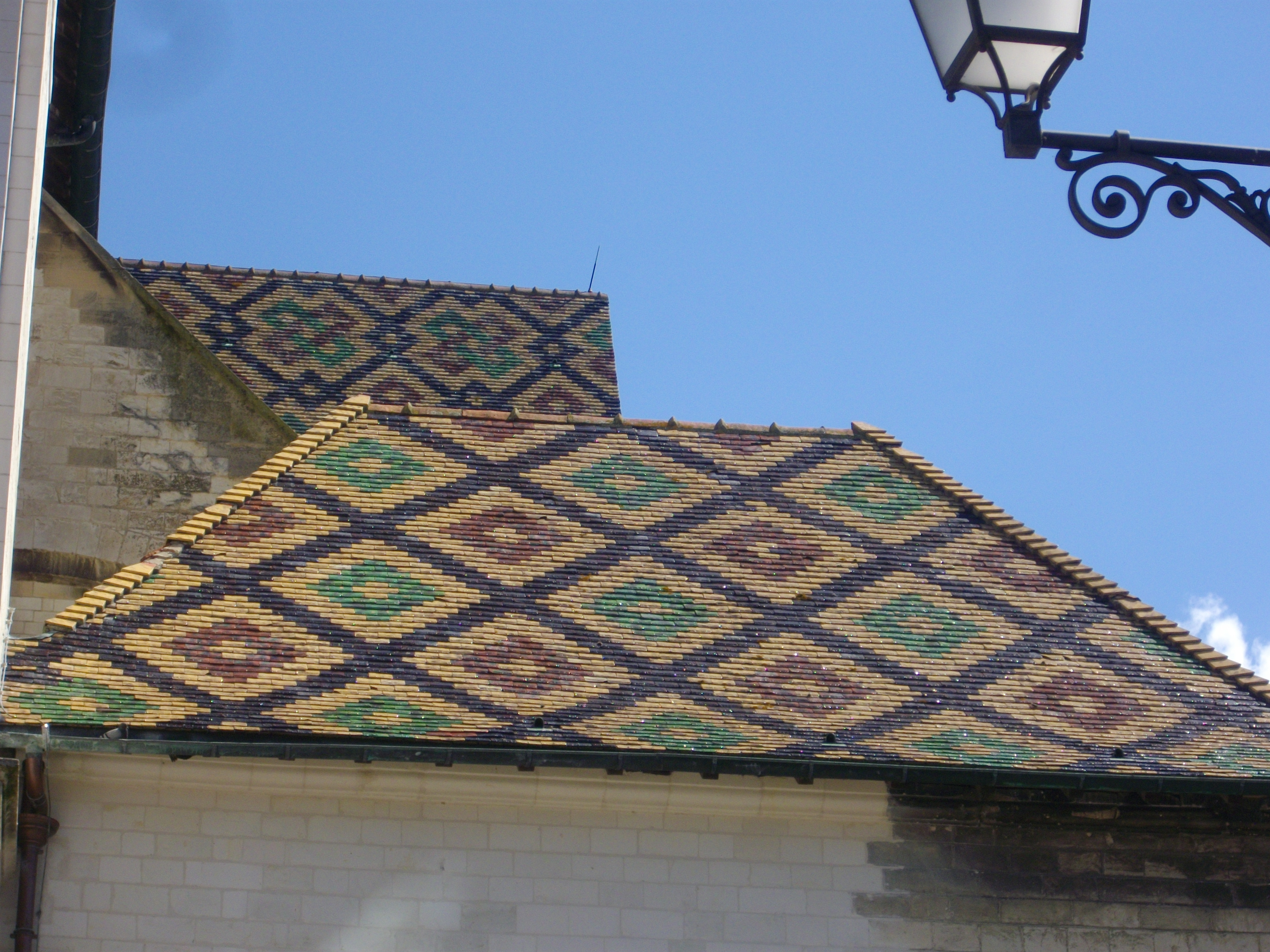
tejado de estilo borgoñón en tejas esmaltadas.
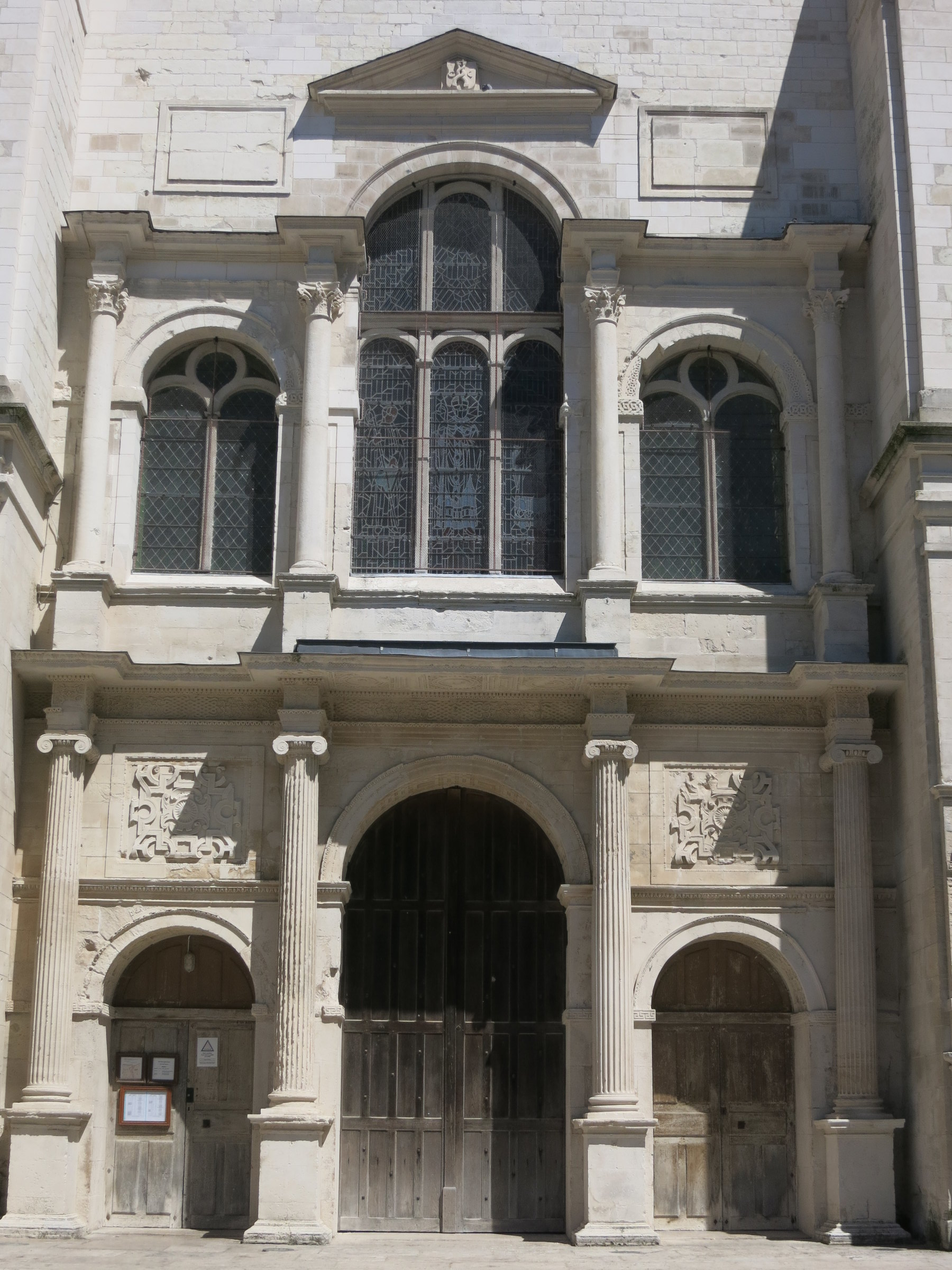
Portada
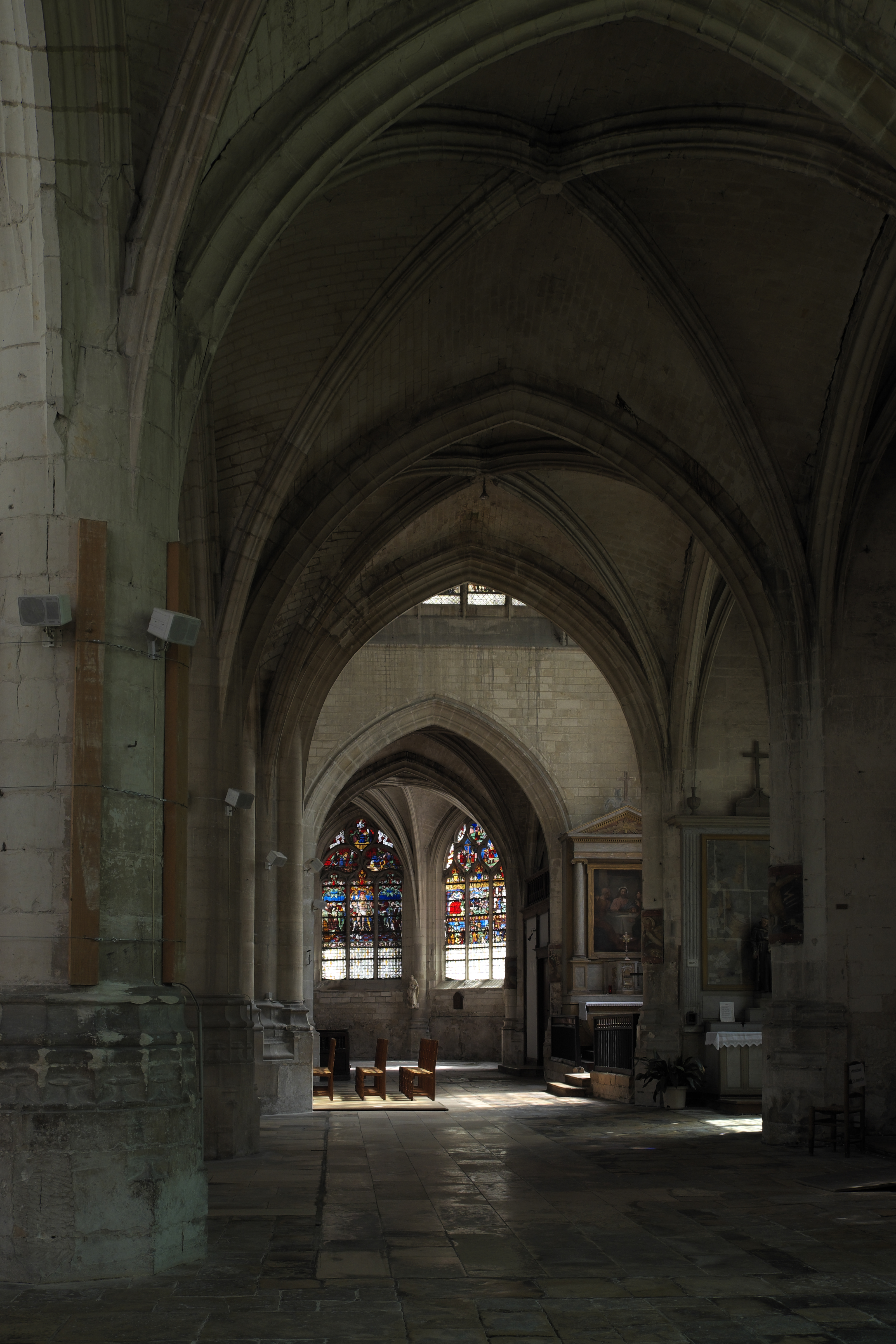
Interior